# ニナ・ハートレー
ニナ・ハートレー（Nina Hartley、本名：マリー・ルイズ・ハートマン（Marie Louise Hartman）1959年3月11日 - ）は、バークレー (カリフォルニア州)出身のアメリカ合衆国のポルノ女優、ポルノ映画監督、性教育者。

## 生い立ち
ハートレーは社会主義のユダヤ人の家庭に生まれ、サンフランシスコ・ベイエリアで育った。彼女はサンフランシスコ州立大学の学部の看護学校に通い、1985年に優秀な成績で卒業した。彼女は、看護師である。

## アダルトビジネスにおけるキャリア

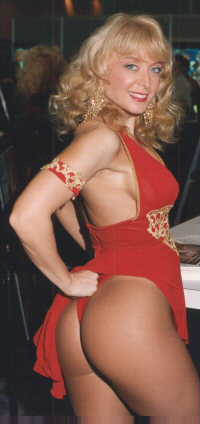
推定1980-90年代のハートレー

1982年・看護学校の二年生の時に、彼女はミッチェル・ブラザーズ・オファーレル劇場のストリッパーとして働き始めた。
1984年・三年生の時に、彼女はポルノ映画の世界に進出した。彼女のデビュー作はベテランのポルノスターであり、ペグおばさんとしても有名なジュリエット・アンダーソンのプロデュースによる映画「Educating Nina」である。この作品は大ヒットを記録した。それ以来、彼女は400本以上の封切り成人映画に主演し続けて、業界において最も息の長い、認知度の高いパフォーマーの1人となった。
彼女は、インタビューにおいて芸名の由来について、以下のように答えている。彼女がサンフランシスコのダンサーだった時、「ニナ」という名前が日本人の観光客にとって発音が簡単だったため「ニナ」を選んだ。また、その頃マリエット・ハートレーがジェームズ・ガーナーと製作していた人気のあるカメラのコマーシャルが好きだったので、「ハートレー」を選んだ。
成人映画産業においては活きのよい弾みのある臀部（しばしば「業界最高の尻」と呼ばれる）とアナルセックスシーン、異人種間のセックスシーンとレズビアンのシーンでよく知られている。
政治的にハートレーは社会主義者であり、率直なフェミニストでもあり、性の自由化を訴える。他の女性に向けて、彼女は「セックスは、男性があなたに行なうものでありません。男性があなたから引き出すものではありません。セックスは、どの状況においても男性がそうだったように、あなたが喜びと共に、自分から飛び込んでいくものです。」と語っている。
ハートレーは、成人映画産業の権利の主張者でもあり、ジェナ・ジェイムソンがスターダムへ浮上する以前にテレビのニュース番組やトークショーが、プロとしての視点から理路整然と主張の出来る、なおかつ一線で活躍する成人映画女優を番組に必要とした時には、しばしば出演オファーがなされた。彼女は、仲間のポルノ女優オナ・ジーを伴って、オプラ・ウィンフリー・ショーによく出演した。二人は主に、女性の観客からきびしい詮索に晒されたが、引き下がることはせず、彼女達の業界について支持を表明した。一方で彼女もオナ・ジーも、業界での違法薬物使用に対して強く反対意見を述べた。
彼女は、ウェンディ・マッケルロイが1995年に書いた本「XXX:A Woman's Right to Pornography」のためにインタビューを受けている。彼女は1993年・ラスベガスにおいて、あるアダルトビデオ企業の資金調達目的でレスビアンのショーを上演したために、10人の他のアダルトスター（後に、「エロチック・イレブン」として知られる）と共に、観客に紛れていた覆面警官によって逮捕された経緯を述べている。レスビアンと売春斡旋は重罪であり、懲役6～12年の恐れがあると脅され、結局彼女は軽い罪を認めて許された。
ポルノ映画での活躍に加えて、彼女は一連の「Guide to～」シリーズ（基本的な性交や前戯から、アナルセックスやボンデージ (BDSM) まで、あらゆる性的なものを網羅した入門的なシリーズ映画）において製作・監督・主演を果たした。
ハートレーは、1997年の映画「ブギーナイツ（Boogie Nights)」で、不貞を繰り返すウィリアム・H・メイシーの妻役で出演し、ハリウッドの表舞台に進出した。彼女はまた、1996年のカナダの映画「Bubbles Galore」にも出演している。
ハートレーは私生活においてバイセクシャルである事を公にしており、彼女の夫デイブ（彼女が19歳の時、彼に出会った）と、「妻」ボビー・リリーとの三人での共同生活を20年間続け、アダルトビジネス界において最も長い安定した関係と言われた。ハートレーはこの関係を解消した後、「私はあまりに未熟でした、そして、彼はあまりに独占欲が強かった。それは、非生産的でした…。3人の関係が間違ったものであったので、結局終わることになりました。」と言っている。 彼女が再婚したアイラ・レヴァイン（別名アーネスト・グリーン）はポルノ映画（特にBDSM映画）の監督。彼らは、映画「The Ultimate Guide to Anal Sex for Women」（監督：Tristan Taorminoとグリーン）や「O嬢の性癖 (O: the Power of Submission) 」（監督：グリーン）の場合のように時々一緒に仕事をする。これらの映画の両方で、ハートレーは主役ではないが、重要な役を演じている。
ポルノ男優レキシントン・スティールは、2001年のインタビューにおいて、ニナ・ハートレーとのセックスが疑う余地なく、彼がこれまでに体験した最高のセックスであったと述べた。

## 受賞歴
ニナは彼女の経歴において、さまざまな批評家やファンの組織から、多数の賞を獲得した。以下は、彼女の受賞歴である。

### AVN受賞歴
- AVN殿堂顕彰[8]
- Best Specialty Tape - BDSM 『Nina Hartley's Private Sessions 13』(2005年)[9]
- Best Specialty Tape - スパンキング 『Nina Hartley's Guide To Spanking』(2005年)[9]
- 最優秀助演女優賞 - ビデオ 『The Last X-Rated Movie』(1991年)[9]
- Best Couples Sex Scene - 映画 『Amanda By Night II 』(1987年)[9]
- Best Couples Sex Scene - ビデオ 『Sensual Escape』(1989年)[9]
- 最優秀助演女優賞 - 映画 『Portrait of an Affair』(1989年)[9]
- 最優秀主演女優賞- ビデオ 『Debbie Duz Dishes』(1987年)[9]

### XRCO受賞歴
- XRCO殿堂顕彰(1996年)[10]
- 最優秀助演女優賞『My bare lady』(1989年)[11]

### その他
- FOXE 年間最優秀女優（1990年、91年、92年）[11]
- FOXE Special Three-peat award（1993年 - 3年連続受賞を讃えて贈られた）[11]
- Legends of Erotica（1994年）[12]
- アーバンXアワード殿堂顕彰（2010年）[13]